# Ooltewah, Tennessee
Ooltewah, Tennessee (енгл. Ooltewah) насељено је место без административног статуса у америчкој савезној држави Тенеси.

## Демографија
По попису из 2010. године број становника је 687, што је 4.994 (-87,9%) становника мање него 2000. године.
| Група             | 2000.         | 2010.       |
| Белци             | 4.702 (82,8%) | 587 (85,4%) |
| Афроамериканци    | 678 (11,9%)   | 22 (3,2%)   |
| Азијати           | 48 (0,8%)     | 9 (1,3%)    |
| Хиспаноамериканци | 110 (1,9%)    | 61 (8,9%)   |
| Укупно            | 5.681         | 687         |